# ۱۳ رمضان
۱۳ رمضان، سیزدهمین روز از ماه رمضان در تقویم هجری قمری است.
در تقویم هجری قمری قراردادی این روز دویست و چهل و نهمین روز سال است.

## درگذشتگان
- ۹۱۶ - جلال‌الدین بن هبةالله،قاضی، فقیه و شاعر شامی.
- ۱۳۶۸ - آنتون سعاده رهبر سیاسی، فیلسوف و روزنامه‌نگار لبنانی-سوری